# Collegno
Collegno é uma comuna italiana da região do Piemonte, província de Turim, com cerca de 21.070 habitantes. Estende-se por uma área de 18 km², tendo uma densidade populacional de 1171 hab/km². Faz fronteira com Druento, Venaria Reale, Torino, Pianezza, Rivoli, Grugliasco.
A cidade de Collegno tornou-se particularmente conhecida a nível internacional, nomeadamente no Brasil, entre 1927 e 1941, em concomitância com os eventos do célebre caso de crónica judiciária e de psiquiatria conhecido como o do Desmemoriado de Collegno (em italiano: Smemorato di Collegno). Tratou-se de um caso de possível amnésia e de "dupla personalidade", que brotou do Manicómio de Collegno e veio a envolver diretamente a sociedade brasileira da época a partir de 1933, quando o protagonista deste caso foi viver ao Rio de Janeiro. Sobre o Desmemoriado de Collegno, de facto, escreveram vários autores brasileiros, entre os quais Carlos Drummond de Andrade e Dantas Motta.

## Demografia
| Variação demográfica do município entre 1861 e 2011                               |
|                                                                                   |
| Fonte: Istituto Nazionale di Statistica (ISTAT) - Elaboração gráfica da Wikipedia |